# Leye (socken i Kina, Heilongjiang, lat 45,96, long 126,51)
Leye (kinesiska: 乐业, 乐业乡) är en socken i Kina. Den ligger i provinsen Heilongjiang, i den nordöstra delen av landet, omkring 26 kilometer norr om provinshuvudstaden Harbin. Antalet invånare är 18 416. Befolkningen består av 8 994 kvinnor och 9 422 män. Barn under 15 år utgör 13,0 %, vuxna 15-64 år 79 %, och äldre över 65 år 7,0 %.
Genomsnittlig årsnederbörd är 721 millimeter. Den regnigaste månaden är juli, med i genomsnitt 169 mm nederbörd, och den torraste är januari, med 6 mm nederbörd.